# Włochy na Letniej Uniwersjadzie 2019
Włochy na Letniej Uniwersjadzie 2019 – włoska reprezentacja występująca na Letniej Uniwersjadzie 2019 w Neapolu rozegranej w dniach 3–14 lipca. W kadrze znalazło się 437 zawodników, najwięcej w całych zawodach.
Chorążym podczas ceremonii otwarcia uniwersjady została pływaczka Ilaria Cusinato.

## Medaliści
Medaliści reprezentacji Włoch na Letniej Uniwersjadzie 2019:
| Medal  | Zawodnik                                                           | Dyscyplina             | Konkurencja                           | Data     |
| ------ | ------------------------------------------------------------------ | ---------------------- | ------------------------------------- | -------- |
| złoto  | Erica Cipressa                                                     | Szermierka             | Floret indywidualny                   | 5 lipca  |
| złoto  | Fiammetta Rossi Simone D'Ambrosio                                  | Strzelectwo            | Trap mieszany                         | 6 lipca  |
| złoto  | Damiano Rosatelli                                                  | Szermierka             | Floret indywidualny                   | 6 lipca  |
| złoto  | Carlotta Ferlito                                                   | Gimnastyka sportowa    | Ćwiczenia wolne                       | 7 lipca  |
| złoto  | Erica Cipressa Camilla Mancini Martina Sinigalia                   | Szermierka             | Floret drużynowy                      | 8 lipca  |
| złoto  | Chiara Di Marziantonio                                             | Strzelectwo            | Skeet                                 | 9 lipca  |
| złoto  | Guillaume Bianchi Francesco Ingargiola Damiano Rosatelli           | Szermierka             | Floret drużynowy                      | 9 lipca  |
| złoto  | Michela Battiston Rebecca Gargano Lucia Lucarini                   | Szermierka             | Szabla drużynowa                      | 9 lipca  |
| złoto  | Daisy Osakue                                                       | Lekkoatletyka          | Rzut dyskiem                          | 9 lipca  |
| złoto  | Silvia Scalia                                                      | Pływanie               | 50 m stylem grzbietowym               | 9 lipca  |
| złoto  | Ayomide Folorunso                                                  | Lekkoatletyka          | Bieg na 400 m przez płotki            | 10 lipca |
| złoto  | Luminosa Bogliolo                                                  | Lekkoatletyka          | Bieg na 100 m przez płotki            | 11 lipca |
| złoto  | Roberta Bruni                                                      | Lekkoatletyka          | Skok o tyczce                         | 11 lipca |
| złoto  | Włochy                                                             | Piłka siatkowa         | Turniej mężczyzn                      | 13 lipca |
| złoto  | Włochy                                                             | Piłka wodna            | Turniej mężczyzn                      | 14 lipca |
| srebro | Matteo Ciampi                                                      | Pływanie               | 400 m stylem dowolnym                 | 4 lipca  |
| srebro | Fiammetta Rossi                                                    | Strzelectwo            | Trap                                  | 5 lipca  |
| srebro | Alessio Occhipinti                                                 | Pływanie               | 1500 m stylem dowolnym                | 6 lipca  |
| srebro | Guillaume Bianchi                                                  | Szermierka             | Floret indywidualny                   | 6 lipca  |
| srebro | Lucia Lucarini                                                     | Szermierka             | Szabla indywidualna                   | 6 lipca  |
| srebro | Lara Mori                                                          | Gimnastyka sportowa    | Ćwiczenia na równoważni               | 7 lipca  |
| srebro | Roberta Marzani Nicol Foietta Eleonora De Marchi                   | Szermierka             | Szpada drużynowa                      | 7 lipca  |
| srebro | Linda Caponi Paola Biagioli Alice Scarabelli Sara Ongaro           | Pływanie               | 4 × 200 m stylem dowolnym             | 7 lipca  |
| srebro | Mattia Zuin Matteo Ciampi Alessio Proietti Colonna Stefano Di Cola | Pływanie               | 4 × 200 m stylem dowolnym             | 9 lipca  |
| srebro | Linda Caponi                                                       | Pływanie               | 400 m stylem dowolnym                 | 10 lipca |
| srebro | Włochy                                                             | Piłka siatkowa         | Turniej kobiet                        | 12 lipca |
| srebro | Alessia Russo                                                      | Gimnastyka artystyczna | Ćwiczenia ze wstążką                  | 13 lipca |
| srebro | Włochy                                                             | Piłka wodna            | Turniej kobiet                        | 13 lipca |
| brąz   | Gabriele Auber                                                     | Skoki do wody          | Trampolina metrowa                    | 4 lipca  |
| brąz   | Ilaria Cusinato                                                    | Pływanie               | 400 m stylem zmiennym                 | 4 lipca  |
| brąz   | Paola Biagioli Gioele Maria Origlia Aglaia Pezzato Giulia Verona   | Pływanie               | 4 × 100 m stylem dowolnym             | 4 lipca  |
| brąz   | Alessandro Bori Giovanni Izzo Davide Nardini Ivano Vendrame        | Pływanie               | 4 × 100 m stylem dowolnym             | 4 lipca  |
| brąz   | Roberta Marzani                                                    | Szermierka             | Szpada indywidualna                   | 4 lipca  |
| brąz   | Matteo Neri                                                        | Szermierka             | Szabla indywidualna                   | 4 lipca  |
| brąz   | Camilla Mancini                                                    | Szermierka             | Floret indywidualny                   | 5 lipca  |
| brąz   | Carlotta Ferlito Lara Mori Martina Rizzelli                        | Gimnastyka sportowa    | Zawody drużynowe                      | 5 lipca  |
| brąz   | Andrea Cosoli Francesco Porco                                      | Skoki do wody          | Synchroniczna trampolina trzymetrowa  | 6 lipca  |
| brąz   | Michela Battiston                                                  | Szermierka             | Szabla indywidualna                   | 6 lipca  |
| brąz   | Stefano Di Cola                                                    | Pływanie               | 200 m stylem dowolnym                 | 6 lipca  |
| brąz   | Silvia Scalia                                                      | Pływanie               | 100 m stylem grzbietowym              | 7 lipca  |
| brąz   | Lorenzo Buzzi Valerio Cuomo Federico Vismara                       | Szermierka             | Szpada drużynowa                      | 8 lipca  |
| brąz   | Dario Di Martino Maria Varricchio                                  | Strzelectwo            | Mieszany pistolet pneumatyczny z 10 m | 9 lipca  |
| brąz   | Antonio Flecca                                                     | Taekwondo              | 58 kg                                 | 10 lipca |
| brąz   | Włochy                                                             | Piłka nożna            | Turniej mężczyzn                      | 13 lipca |